# Fan disc
Un fan disc (a volte chiamato fandisc, fandisk o semplicemente abbreviato in FD) è un pacchetto di contenuti aggiuntivi, solitamente pubblicato da una casa produttrice di videogiochi dopo il lancio di successo di uno dei suoi titoli. Il contenuto dei fan disc varia, ma spesso include nuove immagini, musica, minigiochi e informazioni varie relative al gioco originale.